# جیمز آدنی
جیمز آدنی (انگلیسی: James Adeniyi؛ زادهٔ ۲۰ دسامبر ۱۹۹۲) بازیکن فوتبال اهل نیجریه است که در پست مهاجم برای هاپوئل هادرا در لیگ برتر فوتبال اسرائیل بازی می‌کند.